# Туя західна

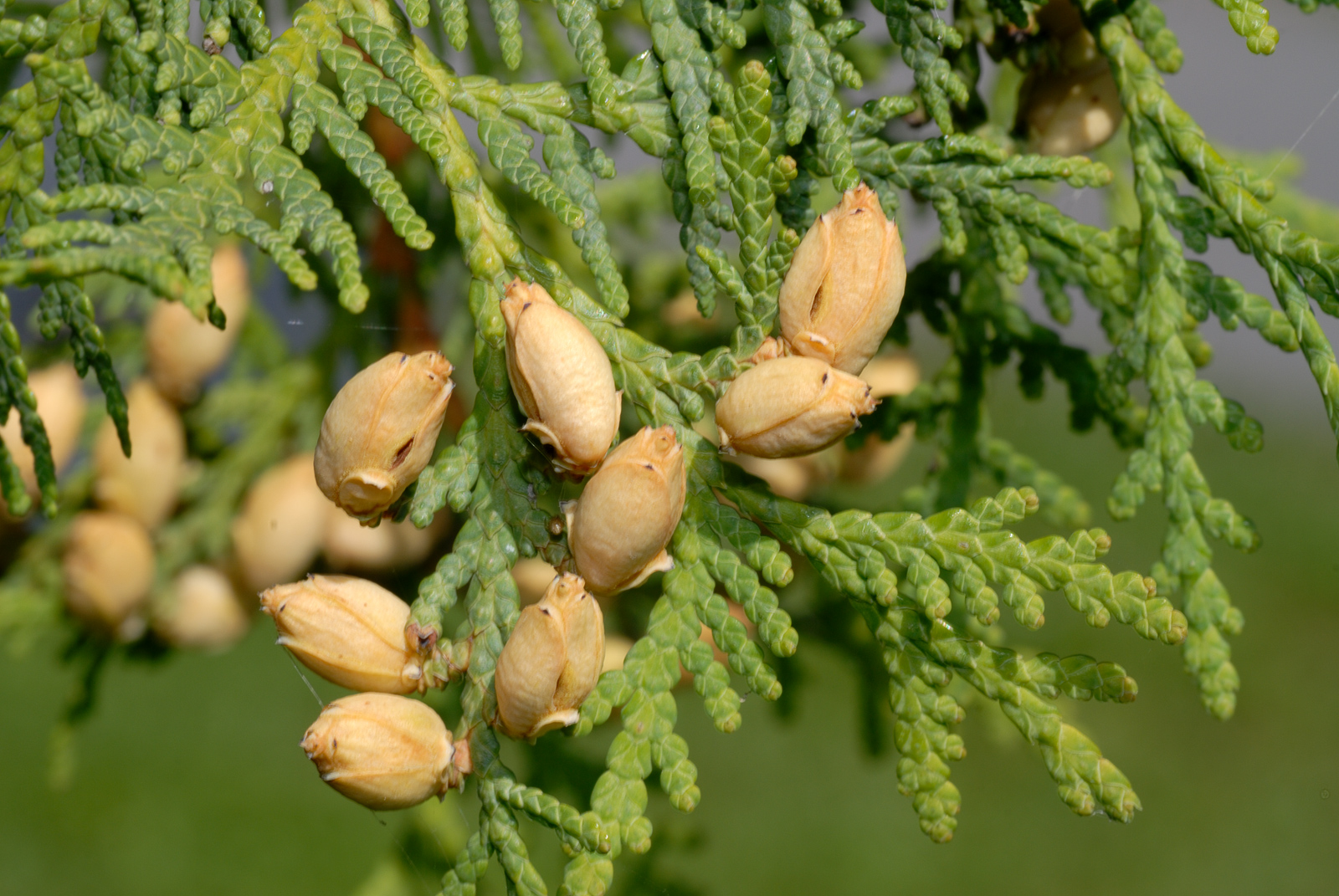
Шишки туї західної

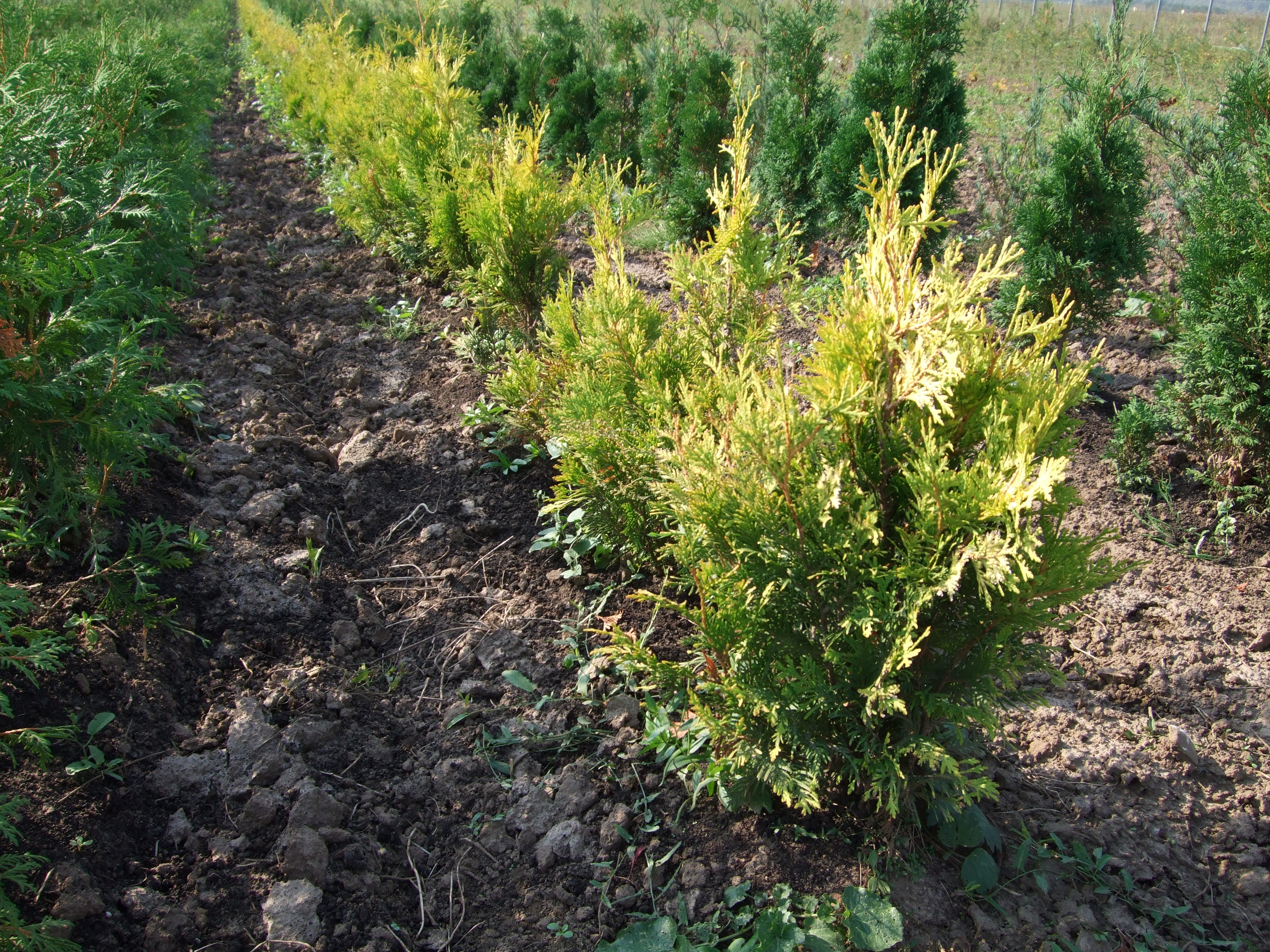
Вирощування туї у розпліднику

Ту́я за́хідна (Thuja occidentalis) — вид хвойних дерев роду туя (Thuja) родини кипарисових (Cupressaceae).

## Опис

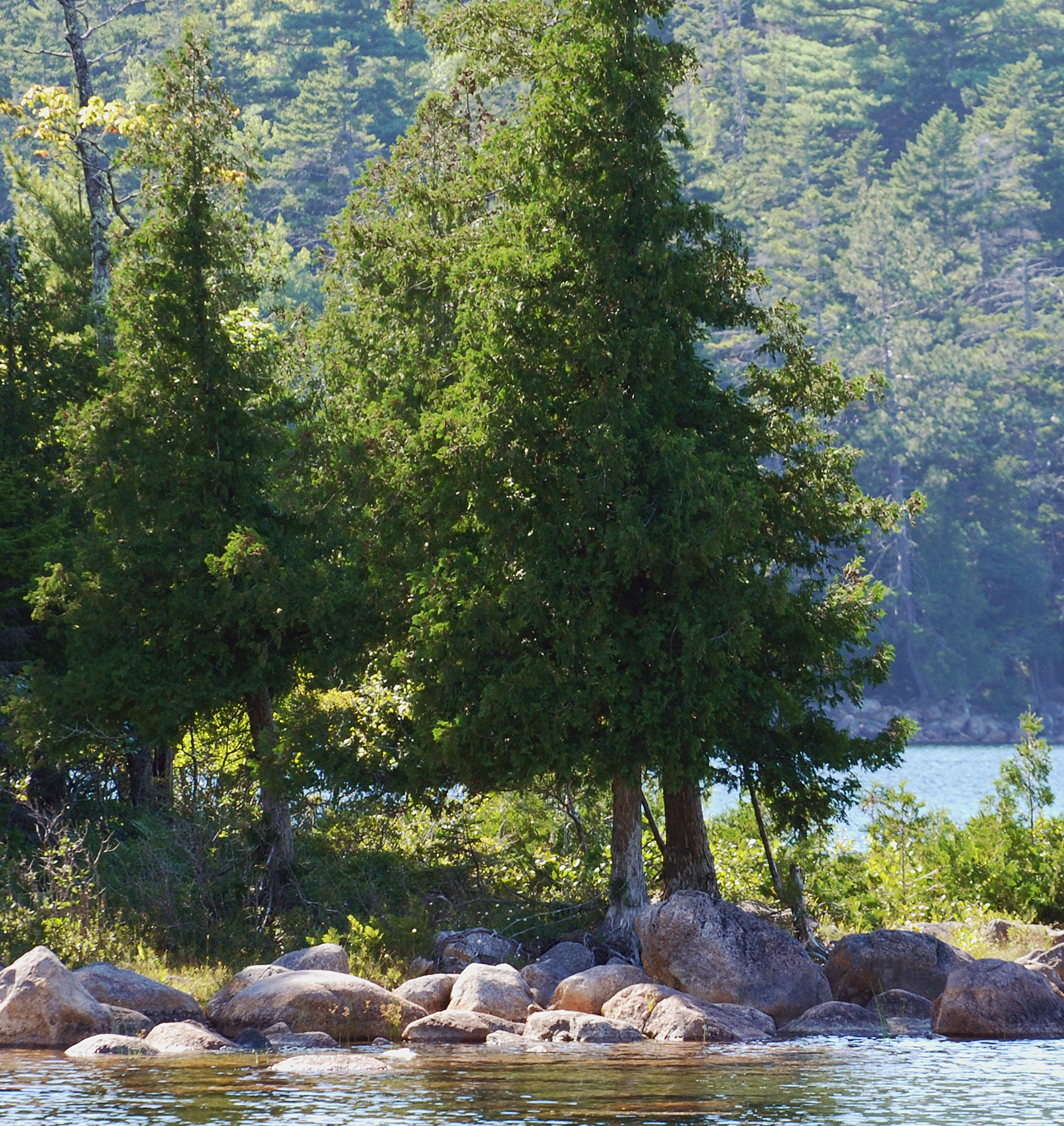
Туя західна у природному середовищі

Це вічнозелене однодомне дерево, до 30 м заввишки. Крона густа, пірамідальна. Кора стовбура темно-бура або сірувато-коричнева, повздовжньо-борозенчаста, однорічних пагонів — зелена, при основі — червоно-коричнева. Листки лускоподібні (у ювенільних рослин — голкоподібні), розміщені супротивно. Чоловічі шишечки (мікростробіли) приверхівкові, в пазухах листків, майже сидячі, дрібні (до 2 мм у діаметрі), округлі, жовтаві. Жіночі шишечки (мегастробіли) овально-яйцеподібні, світло-зелені, розміщені на кінцях укорочених охвоєних гілочок. Стиглі шишки донизу відігнуті, світло-коричневі або коричнево-бурі, видовженоовальні, їхні луски шкірясто-дерев'янисті, черепичасто налягають одна на одну. Запилюється у першій половині квітня. Насіння достигає у рік запилення.

## Поширення
Батьківщина туї західної — Північна Америка. Майже по всій території України її культивують як декоративну рослину.

## Заготівля і зберігання
Для виготовлення ліків використовують молоді охвоєні пагони (Turiones Thujae occidentalis) туї. Заготовляють їх у квітні — травні і використовують свіжими або сушать.

## Хімічний склад
Пагони туї містять ефірну олію (0,12%), аромадендрин, токсифолін, пініпікрин, пілен, пінін, дубильні речовини і смолу. У складі ефірної олії є туйон, пінен, каріофілен, відрен, цедрол та інші речовини.

## Фармакологічні властивості і використання
Раніше настойку свіжих пагонів туї використовували для приготування комплексних препаратів акофіту і мерифіту. Акофіт застосовували при гострих радикулітах, радикуло-ішалгіях і фунікуло-невритах, що виникають на ґрунті гострих інфекцій, при люмбаго, плекситах і нейроміотозах. Мерифіт використовували при лікуванні хронічних тонзилітів і хронічних фарингітів. У гомеопатії препарати із свіжих пагонів туї вживають при хронічному запаленні волосяних мішечків (сикоз), від бородавок, як протиревматичний засіб і в оториноларингології. У народній медицині тую західну використовують як діуретичний, жовчогінний, відхаркувальний, потогінний, кровоспинний, антисептичний і такий, що викликає гіперемію, засіб.
Усередину настій пагінців приймають при кровохарканні, кишкових і маткових кровотечах, бронхіальній астмі, при хворобах сечового міхура, нирок і печінки, при нирковокам'яній та жовчнокам'яній хворобах, при подагрі, ревматизмі, водянці, простатиті й аденомі простати, гонореї, сифілісі й аскаридозі. Вагітним жінкам препарати туї протипоказані (діють абортивно). При зовнішньому застосуванні позитивний терапевтичний ефект спостерігається при лікуванні запалення волосяних мішечків шкіри (обмивання настоєм), червоного вовчака і ознобишів (змащування настойкою), при виведенні бородавок (посипання порошком, змащування свіжим соком або настойкою).